# والتر أرنولد بيكر
والتر أرنولد بيكر (بالإنجليزية: Walter Arnold Baker)‏ هو قاضي أمريكي، ولد في 20 فبراير 1937 في كولومبيا في الولايات المتحدة، وتوفي في 24 مايو 2010 في غلاسكو في الولايات المتحدة بسبب سرطان.